# Serra do Mar
Serra do Mar ([ˈsɛʁɐ du ˈmaʁ], portugalsko za 'Morski greben') je 1500 km dolg sistem gorskih verig in pobočij v jugovzhodni Braziliji.

## Geografija
Serra do Mar poteka vzporedno z obalo Atlantskega oceana od zvezne države Espírito Santo do južne Santa Catarine, čeprav nekatera literatura vključuje Serra Geral v Serra do Mar, v tem primeru bi se območje razširilo do severovzhodne gržave Rio Grande do Sul
Glavna strmina tvori mejo med obalo na ravni morske gladine in notranjo planoto, ki ima povprečno nadmorsko višino od 500 do 1300 metrov. Ta strmina je del Velike strmine, velike geološke formacije, ki poteka vzdolž večjega dela osrednje in južne atlantske obale Brazilije južno od mesta Salvador v Bahii, se močno dviga in ločuje visokogorsko planoto od obale.

## Gorske verige
Gorovja so na več mestih prekinjena in imajo posamezna imena, kot so Serra de Bocaina, Serra de Paranapiacaba, Serra Negra, Serra dos Órgãos, Serra do Indaiá itd. Sega tudi do nekaterih velikih otokov blizu obale, kot sta Ilhabela in Ilha Anchieta. Pico da Caledônia v Novi Friburgo je z nadmorsko višino 2255 metrov med najvišjimi točkami v Serra do Mar.
Geološko območje pripada masivni planoti kristalinskih kamnin, ki tvori vzhodno Južno Ameriko, tektonsko pa je zelo stabilno. Večina vzpetin Serra do Mar je nastala pred približno 60 milijoni let.

## Naravna zgodovina
V času evropskega odkritja Brazilije (1500) je Serra do Mar podpirala bogat in zelo raznolik ekosistem, sestavljen predvsem iz bujnega tropskega deževnega gozda, imenovanega Atlantski gozd (Mata Atlântica). Zaradi urbanizacije in krčenja gozdov pa je večina gozdnega pokrova uničena in tisto malo pokrova, ki je ostalo, je skoraj izključno na strmih pobočjih, obrnjenih proti morju.
Veriga narodnih in državnih parkov, ekoloških postaj in bioloških rezervatov zdaj ščiti Atlantski gozd in njegovo biološko dediščino, vendar kisli dež, onesnaženje, divji lovci, divji sekači, gozdni požari in posegi v urbana območja in kmetije še vedno povzročajo aktivno uničevanje, zlasti na območjih okoli mest. V bližini Serra do Mar je več velikih metropol, kot so Vale do Itajaí, Curitiba, São Paulo in Rio de Janeiro.
Pogozdovanje in obnovitev biološke raznovrstnosti je v uničenih habitatih deževnega gozda znano težko doseči.